# پیچ بلاغ
پیچ بلاغ یک روستا در ایران است که در شهرستان سیرجان واقع شده‌است.